# Prądnica prądu przemiennego

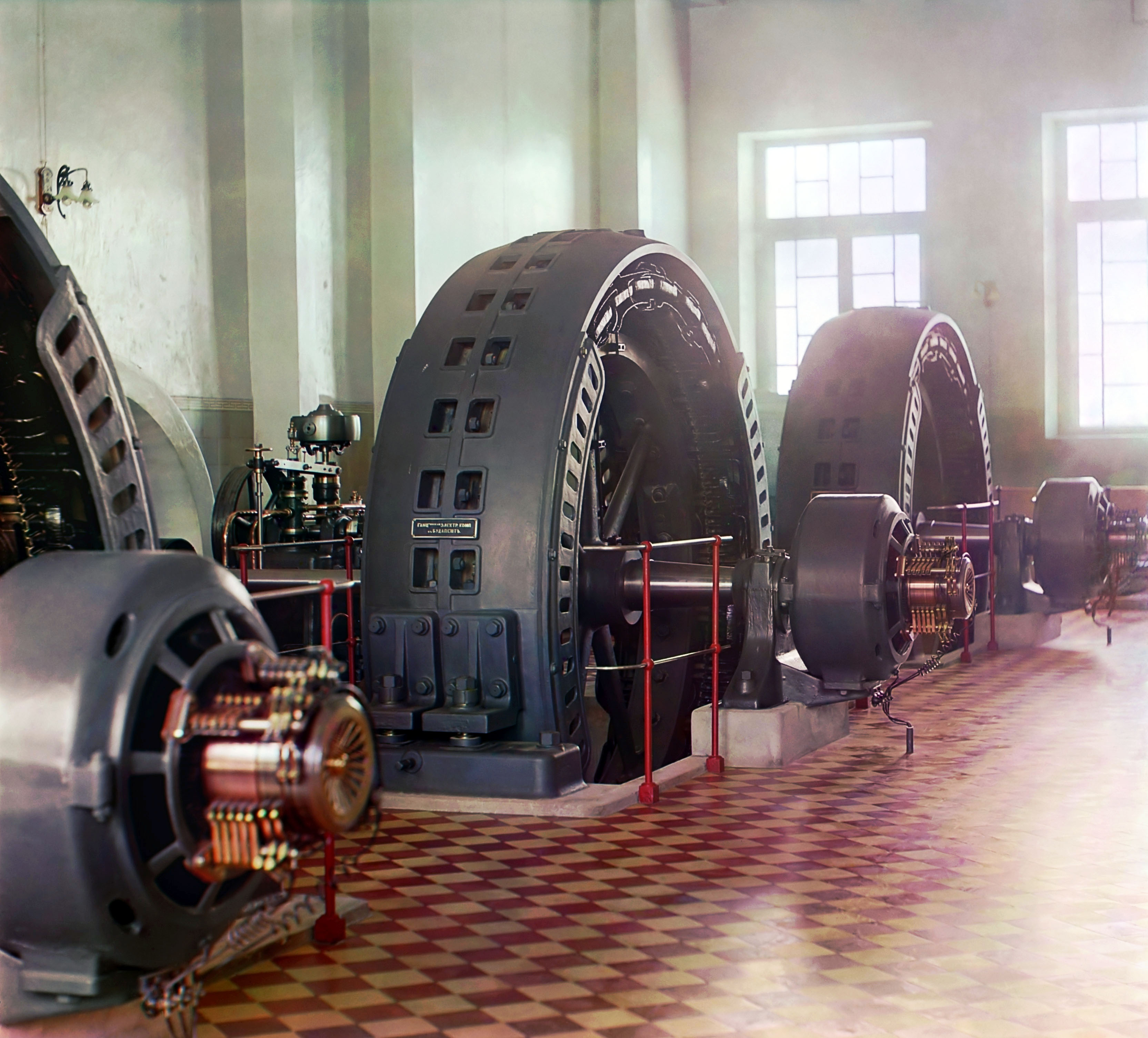
Generatory o mocy 1350 kW wyprodukowane w 1909 r. w Budapeszcie dla hydroelektrowni w Turkmenistanie

Prądnica prądu przemiennego (generator prądu przemiennego) – maszyna elektryczna przetwarzająca energię mechaniczną (zwykle ruchu obrotowego), pobieraną z zewnętrznego urządzenia napędzającego prądnicę, na energię elektryczną w postaci przemiennego prądu. Do tego celu wykorzystuje się zjawisko indukowania siły elektromotorycznej w wyniku ruchu przewodnika w polu magnetycznym. Prądnice prądu przemiennego dzielą się (ze względu na różnice w konstrukcji) na prądnice asynchroniczne i synchroniczne, oraz (ze względu na liczbę faz) na prądnice jednofazowe i wielofazowe. Prądnica prądu przemiennego stanowi odwrócenie silnika elektrycznego. W przypadku silnika energia elektryczna jest zmieniana na pracę mechaniczną. W prądnicy natomiast praca zostaje zmieniona na energię elektryczną. Prądnica składa się z części nieruchomej zwanej stojanem i ruchomej zwanej wirnikiem.
Autorem patentu na prądnicę prądu przemiennego jest serbski wynalazca Nikola Tesla. Jednak Michał Doliwo-Dobrowolski zbudował taką prądnicę kilka miesięcy wcześniej.

## Prądnice synchroniczne
Prądnice te składają się ze stojana, który stanowi zewnętrzną, statyczną część maszyny. Na obwodzie stojana umieszczone są uzwojenia (cewki), w których indukuje się napięcie przemienne, pod wpływem którego płynie prąd przemienny. Wytwarzany prąd może być jedno- lub wielofazowy (najczęściej trójfazowy) - zależy to od liczby uzwojeń. Natomiast wewnątrz stojana znajduje się wirnik wykonany w postaci rdzenia magnetycznego, który stanowi dynamiczny element maszyny. Wirnik jest osadzony na wale, który w przypadku pracy prądnicowej połączony jest z urządzeniem napędzającym. Na wirniku umieszczony jest magnes trwały lub tzw. cewka wzbudzająca, przez którą płynie prąd stały doprowadzany z zewnętrznego źródła. Prąd ten wytwarza stałe pole magnetyczne w wirniku, stanowiącym elektromagnes. Obrót wirnika (a więc i pola magnetycznego) powoduje zmianę strumienia pola magnetycznego przenikającego przez uzwojenie stojana i na zasadzie zjawiska indukcji elektromagnetycznej powoduje indukowanie się napięcia przemiennego w uzwojeniach stojana. Pod jego wpływem w uzwojeniach płynie prąd przemienny o przebiegu sinusoidalnym. Dla uzyskania odpowiedniej częstotliwości napięcia, wirnik musi obracać się z odpowiednią prędkością. W celu regulacji napięcia zmienia się natężenie prądu wzbudzającego. Nazwa prądnicy synchronicznej wynika z synchronizmu prędkości obrotowej wirnika i pola magnetycznego maszyny. Pole magneśnicy i twornika wiruje w tym samym kierunku i z taką samą prędkością.
Niemal wszystkie urządzenia wytwarzające prąd przemienny są prądnicami synchronicznymi, przykładowo: generatory w elektrowniach, alternatory w samochodach.
Prądnica synchroniczna prądu przemiennego może być używana jako silnik synchroniczny.
Zobacz też: Generator synchroniczny

## Prądnice asynchroniczne
Prądnice asynchroniczne, podobnie jak prądnice synchroniczne, składają się z dwóch zasadniczych elementów: stojana i wirnika. Na wewnętrznym obwodzie stojana umieszczone są uzwojenia (cewki), w których w wyniku działania zjawiska indukcji elektromagnetycznej pojawia się siła elektromotoryczna. W zależności od liczby uzwojeń wytwarzany prąd jest jedno- lub wielofazowy. Wirnik jest rdzeniem magnetycznym na obwodzie którego przymocowane są uzwojenia, w których płynie prąd wzbudzający pole magnetyczne. Obracanie się wirnika powoduje wirowanie wytworzonego pola magnetycznego, a jego zmienność względem uzwojeń stojana powoduje indukowanie się napięcia w jego przewodach. Maszyny asynchroniczne są rzadko stosowane jako prądnice ze względu na trudność w ich sterowaniu. W maszynach klatkowych polega ona na tym, że jedyny dostęp do maszyny jaki mamy to napięcie i częstotliwość, nie ma natomiast dostępu do wirnika. Z kolei w maszynach pierścieniowych jest dostęp do wirnika za pośrednictwem pierścieni ślizgowych, jednak sterowanie parametrami maszyny nie jest proste - nadal występują problemy, ponieważ prądnica taka jest bardzo czuła na zmiany obciążenia w sieci. Spowodowane to jest brakiem zasilania wirnika stałym prądem magnesującym (tak jak to się dzieje w prądnicach synchronicznych), a prąd magnesujący w prądnicach asynchronicznych powstaje na skutek indukcji magnetycznej (prądnica jest odbiornikiem mocy biernej indukcyjnej) zależnej m.in. od prędkości obrotowej. Efektem jest niestabilność napięcia na zaciskach maszyny. Dla utrzymania stałości napięcia trzeba odpowiednio szybko regulować prędkością obrotową wirnika. Należy w tym celu dodatkowo zainstalować układ sterowania tym parametrem, który bardzo szybko reaguje na wszelkie zmiany obciążenia w sieci. Układy takie, składające się z mikroprocesorów i falowników sterowanych, znajdują się jeszcze w fazie badań i udoskonaleń.
Silnik elektryczny asynchroniczny podłączony do sieci prądu przemiennego obracający się z prędkością obrotową większą od prędkości synchronicznej (gdy na przykład dźwig opuszcza ciężar) pracuje jako prądnica asynchroniczna i przykładowo w urządzeniach dźwigowych oddaje prąd do sieci z której był zasilany, jednocześnie hamując mechanizm.